# Mishpat Ivri
 (avril 2021).
La mise en forme du texte ne suit pas les recommandations de Wikipédia : il faut le « wikifier ».
Les points d'amélioration suivants sont les cas les plus fréquents :
- Les titres sont pré-formatés par le logiciel. Ils ne sont ni en capitales, ni en gras.
- Le texte ne doit pas être écrit en capitales (les noms de famille non plus), ni en gras, ni en italique, ni en « petit »…
- Le gras n'est utilisé que pour surligner le titre de l'article dans l'introduction, une seule fois.
- L'italique est rarement utilisé : mots en langue étrangère, titres d'œuvres, noms de bateaux, etc.
- Les citations ne sont pas en italique mais en corps de texte normal. Elles sont entourées par des guillemets français : « et ».
- Les listes à puces sont à éviter, des paragraphes rédigés étant largement préférés. Les tableaux sont à réserver à la présentation de données structurées (résultats, etc.).
- Les appels de note de bas de page (petits chiffres en exposant, introduits par l'outil «  Source ») sont à placer entre la fin de phrase et le point final[comme ça].
- Les liens internes (vers d'autres articles de Wikipédia) sont à choisir avec parcimonie. Créez des liens vers des articles approfondissant le sujet. Les termes génériques sans rapport avec le sujet sont à éviter, ainsi que les répétitions de liens vers un même terme.
- Les liens externes sont à placer uniquement dans une section « Liens externes », à la fin de l'article. Ces liens sont à choisir avec parcimonie suivant les règles définies. Si un lien sert de source à l'article, son insertion dans le texte est à faire par les notes de bas de page.
- La présentation des références doit suivre les conventions bibliographiques. Il est recommandé d'utiliser les modèles {{Ouvrage}}, {{Chapitre}}, {{Article}}, {{Lien web}} et/ou {{Bibliographie}}. Le mode d'édition visuel peut mettre en forme automatiquement les références.
- Insérer une infobox (cadre d'informations à droite) n'est pas obligatoire pour parachever la mise en page.

Pour une aide détaillée, merci de consulter Aide:Wikification.
Si vous pensez que ces points ont été résolus, vous pouvez retirer ce bandeau et améliorer la mise en forme d'un autre article.
Le terme de « Mishpat Ivri » (hébreu : משפט עבר, soit la "Loi ou Jurisprudence Juive ou Hébraïque") correspond à l'ensemble des aspects de la Halakha (de la loi juive) dont la reprise dans le droit séculier est pertinente. Un autre sens du terme désigne l'étude universitaire de la tradition juridique juive, telle que la tradition est appliquée, autant que possible, au droit positif israélien.

## Vue d'ensemble
La Mishpat Ivri, en son sens universitaire, étudie à la fois la géographie, la littérature et l'étendue historique de la Halakha. Cette étude tend à exclure autant que possible l'application de la Halakha dans le droit civil moderne dans les domaines où celle-ci répond à une approche trop surannée, trop archaïque. Elle est exclue alors, par exemple, du droit pénal (en matière criminelle) ou, plus de façon surprenante, sur certains aspects, du droit religieux.
A contrario, parmi les domaines que recouvre la Mishpat Ivri, on retrouve : les droits de propriété (prévoyant alors autant l'usus, le fructus et l'abusus), les délits, le droit public, le droit international, la responsabilité civile ou encore le copyright.
En dehors du judaïsme rabbinique classique, tous les sujets de la Mishpat Ivri sont pensées sous l'égide de la Halakha, en son sens de loi juive en général.
Les auteurs universitaires de la Mishpat Ivri adoptent généralement une méthodologie basée sur le positivisme juridique. Parmi les auteurs les plus notables, on retrouve Menachem Elon, professeur de droit à l'université hébraïque de Jérusalem, qui adopte ladite approche du positivisme juridique dans son étude de 1994. Si cette approche positive du droit s'avère très utile en matière de droit comparé, elle n'en est pas moins remise en cause par d'autres auteurs tels que Hanina Ben-Menahem ou Bernard Jackson.
Aujourd'hui, la Mishpat Ivri est de moins en moins utilisée en droit positif israélien, étant un système juridique de common law puisque fondé sur les droits britannique et ottoman. Cependant, dans une certaine volonté de promouvoir la Loi juive, un mouvement défenseur de la Mishpat Ivri s'est développé et a permis à l'étude de gagner ses lettres de noblesse.
- L'absence de source sur la page anglaise de Wikipédia quant à la croissance dudit mouvement empêche la traduction, les informations n'étant pas sûres et il est difficile de trouver une quelconque étude universitaire a propos des documents sur lesquels s'appuie ladite page.

## Quelques lectures
- Jewish Law: History, Sources, Principles Menachem Elon, The Jewish Publication Society, 1994. four volume set, translated from Hebrew.  (ISBN 0-8276-0389-4).
- Multi-Language Bibliography of Jewish Law. Prof. Nahum Rakover (in English). In print and online.
- Jewish law: bibliography of sources and scholarship (in English.) Compiled by Weisbard, Phyllis Homan and David Schonberg. 1989.
- An Introduction to the History and Sources of Jewish Law, ed. N. Hecht, B.S. Jackson, D. Piattelli, S.M. Passamaneck and A.M. Rabello, Oxford, The Clarendon Press, 1996, Pp.xvii + 466
- Modern Research in Jewish Law, Leiden, E. J. Brill, 1980. Jackson, B. ed.
- David, Joseph E., "Beyond the Janus Face of Zionist Legalism: The Theo-Political Conditions of the Jewish Law Project" Ratio Juris, Vol. 18, No. 2, pp. 206-35, June 2005. http://ssrn.com/abstract=729044
- Jewish Law in Legal History and the Modern World, Jackson, B. ed. Leiden, E. J. Brill, 1980.
- Jewish Law Association Studies, volumes I (1985) -
- The Jewish Law Annual, 1978-
- Shenaton ha-Mishpat ha-Ivri. Jerusalem.
- "Jewish law in the State of Israel" Sinclair, Daniel, in Hecht et al., eds. An introduction to the history and sources of Jewish law. Oxford: Clarendon Press, 1996.